# Indiase paradijsmonarch
De Indiase paradijsmonarch (Terpsiphone paradisi) is een zangvogel uit de familie Monarchidae (monarchen). De wetenschappelijke naam van de soort werd in 1758 als Corvus paradisi gepubliceerd door Carl Linnaeus.

## Kenmerken
Het verenkleed van het mannetje is wit. De kop is glanzend zwart met een rechtopstaande kuif. Hij heeft twee lange staartveren, die driemaal de lengte van het lichaam hebben. Het wijfje heeft een roodachtig bruin verenkleed en een blauwachtige kop met een kuif.

## Verspreiding en leefgebied
Deze soort komt wijdverspreid voor op het Indisch subcontinent en telt drie ondersoorten:
- T. p. paradisi: centraal en zuidelijk India, centraal Bangladesh en zuidwestelijk Myanmar.
- T. p. leucogaster: van noordelijk Afghanistan en westelijk China tot noordelijke-centraal India en westelijk Nepal.
- T. p. ceylonensis: Sri Lanka.

## Status
De grootte van de populatie is niet gekwantificeerd maar de soort wordt omschreven als algemeen. Op de Rode lijst van de IUCN heeft deze soort de status niet bedreigd.